# Herman van der Worp
Hermannus Wilhelm (Herman) van der Worp (Zutphen, 8 januari 1849 – Stad Delden, 9 april 1941) was Nederlands fotograaf en kunstschilder.

## Leven en werk
Van der Worp werd geboren in de Spiegelstraat in Zutphen. Zijn vader Willem van der Worp (1803-1878) was kunstschilder, tekenleraar aan de hbs en stond een aantal jaren te boek als professioneel fotograaf. Van der Worp was net als zijn vader fotograaf en schilder in Zutphen. Als fotograaf vervaardigde hij cartes de visite, als schilder legde hij onder meer landschappen, stadsgezichten en portretten vast. Hij nam deel aan diverse tentoonstellingen, volgens Scheen al vanaf 1864. Hij was (bestuurs)lid en vanaf 1924 erelid van de Zutphense kunstvereniging Pictura.
Een aantal keren logeerde Van der Worp in het Twentse plaatsje Delden en in augustus 1906 vestigde hij zich er definitief. Hij bewoonde tot in 1939 permanent een hotelkamer in Hotel Carelshaven in Delden. Vanuit dit hotel maakt hij vele schilderijen van Delden en de bossen en boerderijen van Landgoed Twickel. Dr. R.F. Baron van Heeckeren van Wassenaer (1856-1936) bouwde in 1908 een atelier voor hem, waar Van der Worp tot 1939 schilderde.
Vanaf 1939 was Van der Worp opgenomen in het R.K. Ziekenhuis in Delden, waar hij in 1941 op 92-jarige leeftijd overleed.

## Voorbeelden van zijn werk als kunstschilder

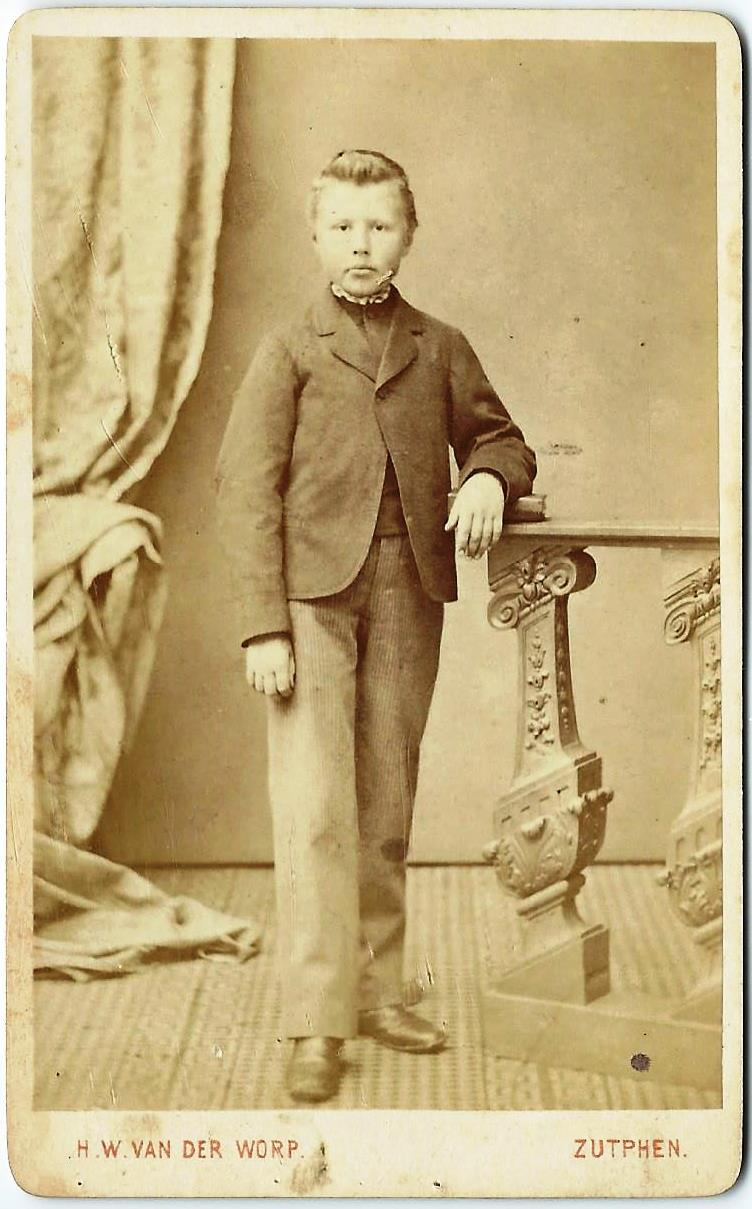
Carte de visite van jonge jongen door H.W. van der Worp, Zutphen

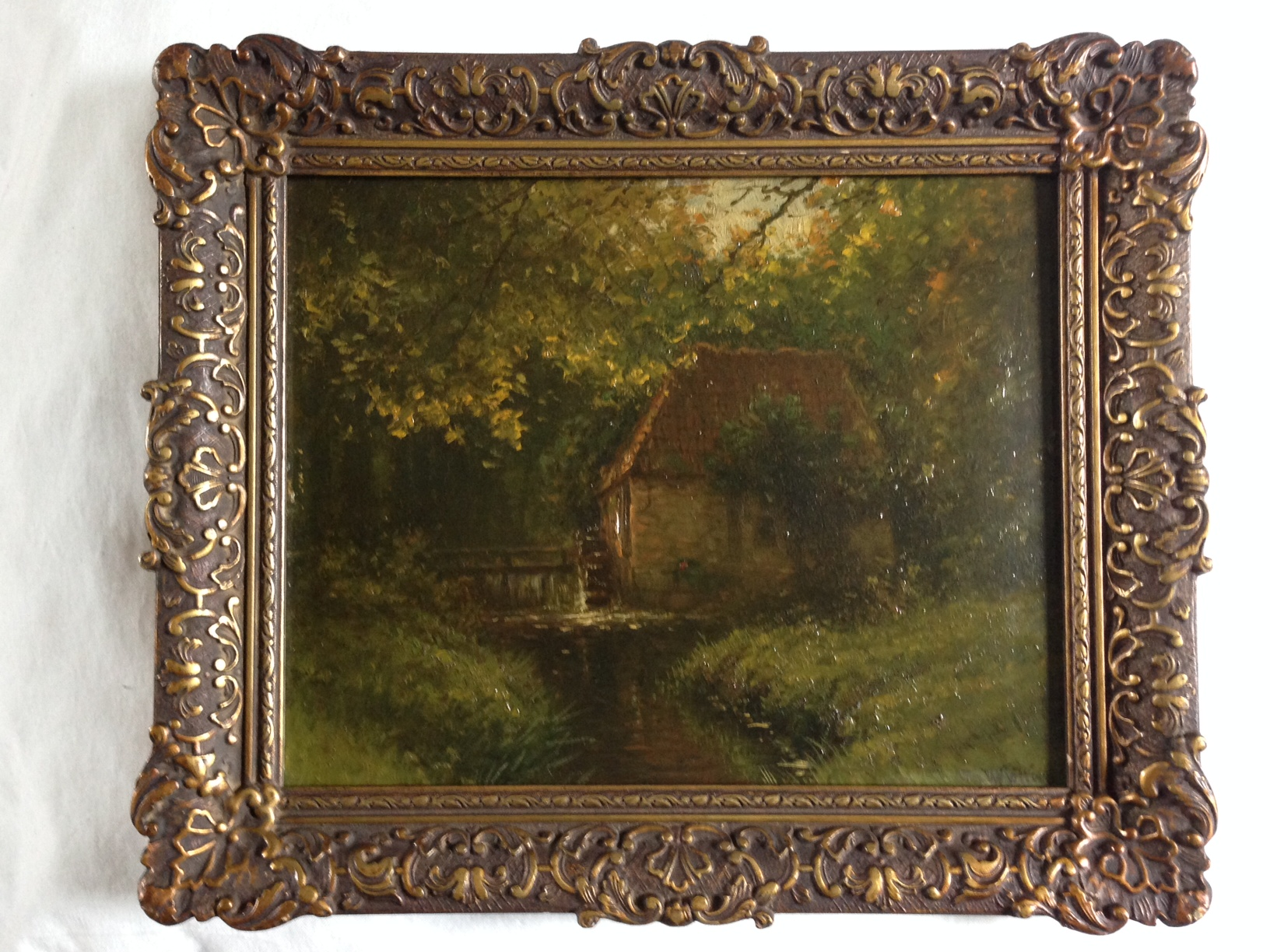
Noordmolen bij Twickel

## Werk in openbare collecties
- Stedelijk Museum Zutphen
- De Museumfabriek
- Veenkoloniaal Museum